# الجمعية الإسلامية (البحرين)
الجمعية الإسلامية هي منظمة دينية واجتماعية وخيرية في البحرين. الجمعية تمثل أهل السنة والجماعة وهي إحدى ثلاث جمعيات دينية سنية رئيسية في البلاد حيث أن الآخريتان هما جمعية الإصلاح وجمعية التربية الإسلامية.
أقرت الجمعية من قبل عائلة آل محمود المعروفة بعلماء الدين المتخرجين من جامعة الأزهر. أبرز رجال الدين في الجمعية هم الشيخ الدكتور عبد اللطيف آل محمود الذي يشغل منصب رئيس الجمعية والشيخ أحمد آل محمود، والشيخ عبدالرحمن عبدالسلام بالإضافة إلى نخبة من الأخصائيين والوجهاء في ملكة البحرين .
تأسست الجمعية في عام 1979 ويقع مقرها الرئيسي في مدينة عراد، ولديها فرع في الرفاع بالإضافة إلى فرع نسائي خاص بالنساء في البسيتين.